# Campeonato Mundial de Ginástica Rítmica de 2009 - Grupos
A competição de grupos do Campeonato Mundial de Ginástica Rítmica de 2009 foi disputado entre os dias 11 e 12 de setembro. A prova foi vencida pela equipe da Itália.

## Medalhistas
| Ouro   | ITA Elisa Blanchi, Giulia Galtarossa, Romina Laurito, Daniela Masseroni, Elisa Santoni, Anzhelika Savrayuk             |
| Prata  | BLR Alesia Babushkina, Dzina Haitsiukevich, Maryna Hancharova, Nastassia Ivankova, Kseniya Sankovich, Alina Tumilovich |
| Bronze | RUS Uliana Donskova, Daria Koroleva, Ekaterina Malygina, Anastasia Maximova, Natalia Pichuzhkina, Daria Shcherbakova   |

## Resultados
Esses são os resultados da competição.
| Pos. | País/Ginastas | 5           | 3 2         | Total  |
| ---- | --- | ----------- | ----------- | ------ |
|      | Itália · Elisa Blanchi · Giulia Galtarossa · Romina Laurito · Daniela Masseroni · Elisa Santoni · Anzhelika Savrayuk                    | 27.275 (2)  | 27.125 (1)  | 54.400 |
|      | Bielorrússia · Alesia Babushkina · Dzina Haitsiukevich · Maryna Hancharova · Nastassia Ivankova · Kseniya Sankovich · Alina Tumilovich  | 27.700 (1)  | 26.500 (2)  | 54.200 |
|      | Rússia · Uliana Donskova · Daria Koroleva · Ekaterina Malygina · Anastasia Maximova · Natalia Pichuzhkina · Daria Shcherbakova          | 24.900 (7)  | 26.450 (3)  | 51.350 |
| 4    | Azerbaijão · Dina Gorina · Jeyla Guliyeva · Vafa Husey · Anastasiya Prasolova · Stefani Trayanova · Valeriya Yegay                      | 25.600 (4)  | 24.900 (6)  | 50.500 |
| 5    | Israel · Olena Dvornichenko · Maria Savenkov · Rahel Vigdorchick · Veronika Vitenberg · Polina Zakaluzny                                | 25.450 (5)  | 25.025 (5)  | 50.475 |
| 6    | Espanha · Loreto Achaerandio · Sandra Aguilar · Sara Garvin · Ana Maria Pelaz · Alejandra Quereda · Lidia Redondo                       | 25.750 (3)  | 24.700 (8)  | 50.450 |
| 7    | Bulgária · Eleonora Kezhova · Mihaela Maevska · Kristina Rangelovayankova · Stela Sultanova · Galina Tancheva · Vladislava Tancheva     | 25.350 (6)  | 24.800 (7)  | 50.150 |
| 8    | Japão · Yuka Endo · Chihana Hara · Saori Inagaki · Nachi Misawa · Kotono Tanaka · Honami Tsuboi                                         | 24.475 (10) | 25.625 (4)  | 50.100 |
| 9    | França · Ketty Martel · Florine Dally · Priscillia Thomas · Jeanne Isenmann · Cecilia Ferrier · Melanie Haag                            | 24.300 (11) | 24.250 (9)  | 48.550 |
| 10   | Ucrânia · Viera Perederiy · Oksana Petulko · Valeria Shurkhal · Vita Zubchenko · Olena Dmytrash · Olga Tsogla                           | 24.550 (8)  | 23.750 (10) | 48.300 |
| 11   | Polónia · Aleksandra Wojcik · Aleksandra Szutenberg · Anna Gorna · Inga Buczynska · Agata Tworek · Anna Semmerling                      | 24.550 (9)  | 22.975 (13) | 47.525 |
| 12   | Suíça · Lisa Tacchelli · Chantal Breitinger · Souheila Yacoub · Capucine Jelmi · Nadine Stucki · Carol Rohatsch                         | 23.925 (12) | 22.775 (14) | 46.700 |
| 13   | Alemanha · Johanna Gabor · Karolina Raskina · Sara Radman · Camilla Pfeffer · Maike Deuschle · Marie Protschka                          | 23.500 (14) | 23.100 (12) | 46.600 |
| 14   | Hungria · Judith Hauser · Daria Topic · Maria Dudinszky · Noemi Horcher · Fanni Kohlhoffer · Anna Tokes                                 | 23.850 (13) | 21.275 (18) | 45.125 |
| 15   | Canadá · Rose Cossar · Alexandra Lukashova · Kelsey Titmarsh · Rylee Haubrich · Stefani Viinamae                                        | 22.625 (15) | 21.950 (16) | 44.575 |
| 16   | Estados Unidos · Marlee Shape · Stephanie Flaksman · Sofya Roytburg · Kristin Kaye · Megan Frohlich                                     | 22.025 (16) | 22.300 (15) | 44.325 |
| 17   | Grécia · Vasiliki Maniou · Antonia Papaioannou · Afroditi Georgovasili · Maria Spanoudaki · Despoina Tzimpoula · Alexandra Georgovasili | 20.500 (23) | 23.100 (11) | 43.600 |
| 18   | Uzbequistão · Kamila Tukhtaeva · Veronika Esipova · Inara Sattarova · Ekaterina Safronova · Anastasiya Atlasova · Lyubov Dropets        | 22.025 (17) | 20.975 (19) | 43.000 |
| 19   | Finlândia · Riina Maatta · Carita Groenholm · Vanessa Martins Lopes · Sirja Kokkonen · Minna Puro                                       | 20.800 (22) | 21.350 (17) | 42.150 |
| 20   | Coreia do Sul Unjin Sin Yunhee Gim Kyungeun Lee Hyejin Kim Hyejeang Ha Jiseon Baek                                                      | 21.600 (21) | 20.250 (21) | 41.850 |
| 21   | Brasil · Ana Paula Ribeiro · Jéssica Oliveira · Laís Pascoalino · Natália Sanchez · Nathane Garcia · Ana Paula Alencar                  | 21.625 (19) | 20.050 (22) | 41.675 |
| 22   | Cazaquistão · Mizana Ismailova · Madina Iskanderova · Ravilya Rafikova · Dinara Serikbayeva · Darya Simonova · Darya Shevchenko         | 21.700 (18) | 19.950 (23) | 41.650 |
| 23   | Chéquia · Dominika Cervinkova · Aneta Fujdiarova · Nataly Hamrikova · Olivia Caroline Mala · Vendula Zamorska · Ludmila Korytova        | 21.600 (20) | 19.200 (24) | 40.800 |
| 24   | Áustria · Angelina Dobrynina · Nina Elleberger · Stefanie Pikl · Natascha Strobel · Melissa Schmidt · Lena Vertacnik                    | 20.100 (24) | 20.525 (20) | 40.625 |
| −    | Geórgia · Elene Gavardashvili · Teona Khelaia · Ipek-Meriem Jantez · Romina Bozhilova · Martina Grozeva                                 | 0.000       | 0.000       | 0.000  |
| −    | China · Dan Sun · Shuo Zhang · Tao Chou · Jian-Shuang Sui · Li Zou · Xue Wang                                                           | DNP         | DNP         | DNP    |

Observações
- Por problemas de naturalização das ginastas Martina Grozeva e Romina Bozheloba, a equipe de grupos da Geórgia foi retirada do mundial, mas por decisão da FIG, a equipe pode disputar, mas não teve sua pontuação considerada.[2]
- A equipe da China desistiu de competir após a lesão de uma de suas ginastas.